# Biblioteca di storia e cultura del Piemonte "Giuseppe Grosso"

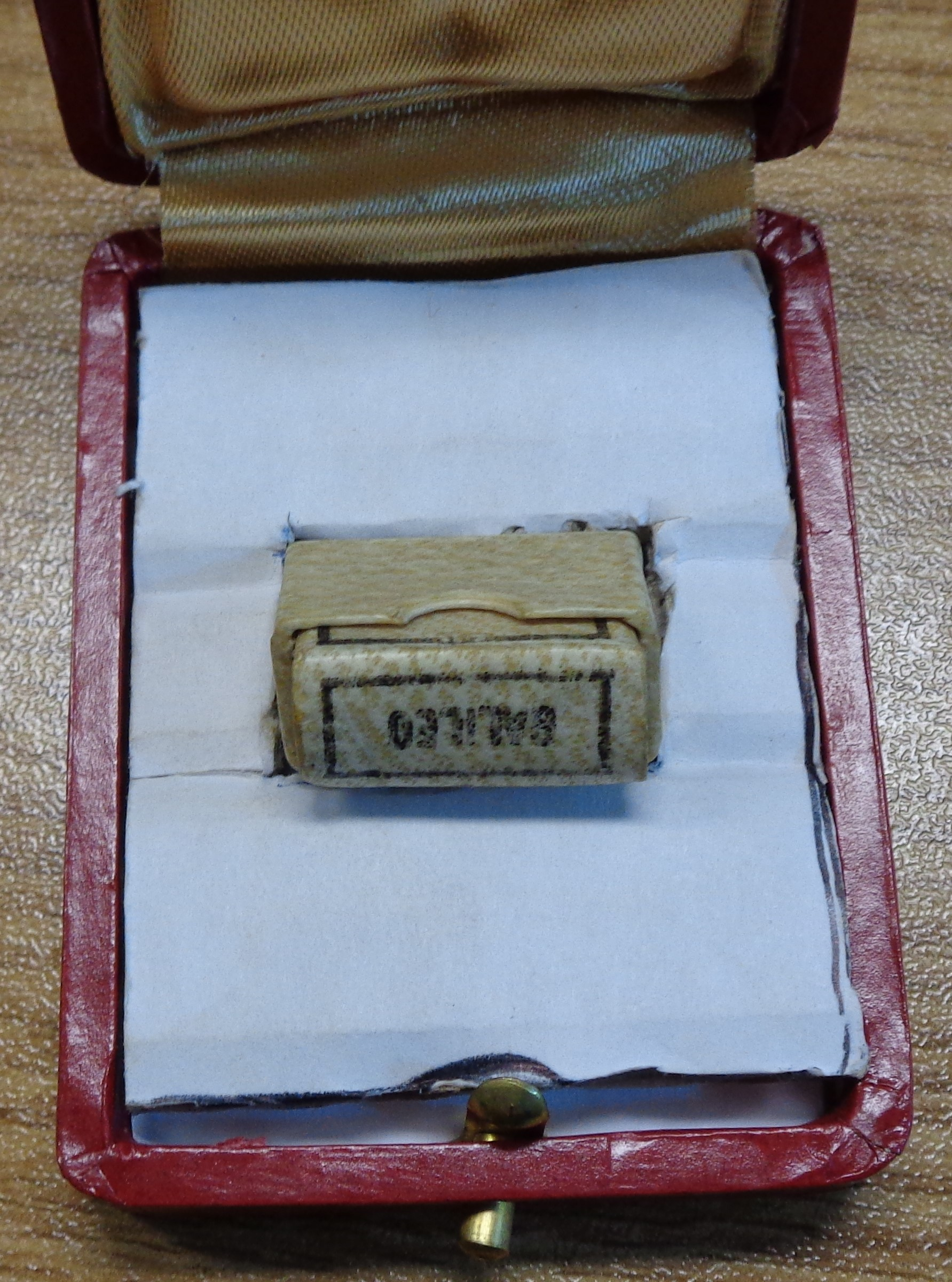
Il libro più piccolo del mondo (Lettera di Galileo Galilei a Cristina di Lorena, Padova 1896), Biblioteca di Storia e Cultura del Piemonte, Torino

La Biblioteca di storia e cultura del Piemonte "Giuseppe Grosso" è una biblioteca pubblica, a vocazione universitaria e specialistica, appartenente alla Città metropolitana di Torino. La Biblioteca rappresenta un punto di riferimento essenziale per l'intera area regionale, grazie all'intrinseco valore culturale e testimoniale delle sue raccolte, arricchite anche da alcune preziosità e particolarità. Indirizzata al mondo universitario, ma aperta a tutti, vanta un patrimonio librario di 200.000 volumi, una nutrita sezione di periodici, ed un'ampia sezione archivistica; conserva inoltre raccolte grafiche, fotografiche e stampe storiche. La sede si trova in via Maria Vittoria, 12 all'interno di Palazzo Cisterna, già dei principi Dal Pozzo della Cisterna, a cui seguirono per via matrimoniale i duchi di Savoia-Aosta. Acquistato dalla Provincia di Torino nel 1940, questo palazzo di alta rappresentanza fu realizzato fra Sei e Settecento da un architetto anonimo (schema aperto a C su giardino e androne passante); nell'ultimo quarto del Settecento l'architetto Francesco Valeriano Dellala di Beinasco progettò una nuova manica sull'attuale via Carlo Alberto e la facciata principale sull'attuale via Maria Vittoria, ma nell'Ottocento il palazzo risultava ancora incompleto e i corpi del cortile dissimmetrici in altezza. Successivamente ampliato e modificato, Palazzo Cisterna riunisce elementi stilistici differenti, propri degli stili Barocco, Tardobarocco settecentesco, Eclettismo, Novecento e Razionalismo. La Biblioteca occupa parte del piano terreno del palazzo. Nella sala lettura il soffitto è ornato da decorazioni a stucco (Stuccatori luganesi, sec. XVII); uno dei locali interni, di particolare rilievo architettonico, era in origine il guardaroba del duca d'Aosta,  mentre i fondi Ignazio Giulio, Gian Carlo Falconieri, Giorgio Anselmi, Marino Parenti, Lorenzo Valerio  occupano l'Ala di Ponente del palazzo in due sale ridecorate ai tempi di Amedeo di Savoia-Aosta.

## Storia
La Biblioteca di storia e cultura del Piemonte nasce nel 1956 su volontà ed impulso del presidente della Provincia di Torino, giurista e docente universitario Giuseppe Grosso. L'intenzione è quella di ampliare la preesistente biblioteca, di carattere prettamente giuridico-amministrativo, dando spazio a settori storici in grado di fornire testimonianza della cultura locale e supporto ai numerosi studiosi e accademici che gravitavano intorno alla figura di Grosso. Nel 1953 era stata istituita la rete provinciale di lettura, con la creazione di posti di prestito decentrati e l'incremento, nel bilancio dell'Ente, di un fondo speciale, esclusivamente predisposto allo sviluppo di iniziative culturali. La connotazione di biblioteca storica aveva lo scopo precipuo di documentare la storia del Piemonte e degli Antichi Stati Sardi. Nel discorso ai Consiglieri del 30 novembre 1956, Giuseppe Grosso descrive al suo uditorio la sua finalità e il suo impegno nel costruire una biblioteca "specializzata in problemi locali, e cioè della storia locale piemontese, nell'impostazione dei vari problemi locali, storici, economici, folcloristici, dialettali". Nel dicembre 1956, l'assessore Renzo Forma chiarì che la nuova biblioteca avrebbe dovuto colmare una lacuna e "costituire una specializzazione mancante, o meno curata, in altre biblioteche". Quella che oggi può apparire una scelta riduttiva, incentrata prettamente sulla storiografia locale, raccolta senza una previsione certa dei possibili fruitori, nel tempo ha dimostrato di poter ambire ad una collocazione precisa, in linea con il modello francese di studi regionali, che privilegiava acquisizioni su base geografica.  Va detto che la sua nascita si collega ad un momento di particolare ed entusiastico sviluppo di studi sul Risorgimento, nel periodo che precede le celebrazioni per il centenario dell'Unità d'Italia. L'istituzione negli anni si amplia, e pur senza interrompere il filone privilegiato di argomenti prescelti, raccoglie un vasto materiale bibliografico ed archivistico in grado di trascendere i limiti geografici originari, come nella Raccolta di Marino Parenti. Il 20 maggio 1964, apre i suoi locali al pubblico, dopo otto anni di lavoro interno. Il mondo universitario torinese strinse stretti rapporti con l'istituzione, grazie anche alla presenza di Giuseppe Grosso, contribuendo direttamente alla sua creazione con l'impegno di studiosi quali Walter Maturi, Guido Quazza, Franco Venturi, Luigi Firpo. Fu quest'ultimo ad ideare il soggettario tripartito (persone, luoghi e materie) che caratterizzò la biblioteca fin dalle origini, permettendo un più analitico approdo agli argomenti di ricerca.
Quazza, Venturi e Firpo promossero fin dal 1960 (ma l'opera iniziò solo nel 1991) la pubblicazione del carteggio del politico ottocentesco Lorenzo Valerio.  Il carteggio è stato studiato e curato da Adriano Viarengo. Negli anni tra il 1997 e il 2004 altre pubblicazioni curate dalla biblioteca, hanno contribuito a valorizzare nel modo più ampio e diffuso le raccolte, rafforzando l'interscambio con le Università, le Società storiche e gli Enti interessati alla diffusione culturale non solo locale. I cataloghi della biblioteca sono stati riversati nel sistema informatico bibliotecario nazionale SBN, entrando pienamente a far parte del sistema culturale italiano; attualmente si sta sperimentando anche la digitalizzazione dei testi.
La biblioteca "Giuseppe Grosso" ha ricevuto il 18 febbraio 2010 la certificazione HERITY per la conservazione e la valorizzazione del patrimonio culturale. Nel 2013 la Biblioteca ha ricevuto il premio "Mario Soldati" per la cultura promosso dal Centro Pannunzio di Torino.

## Descrizione

### Fondi

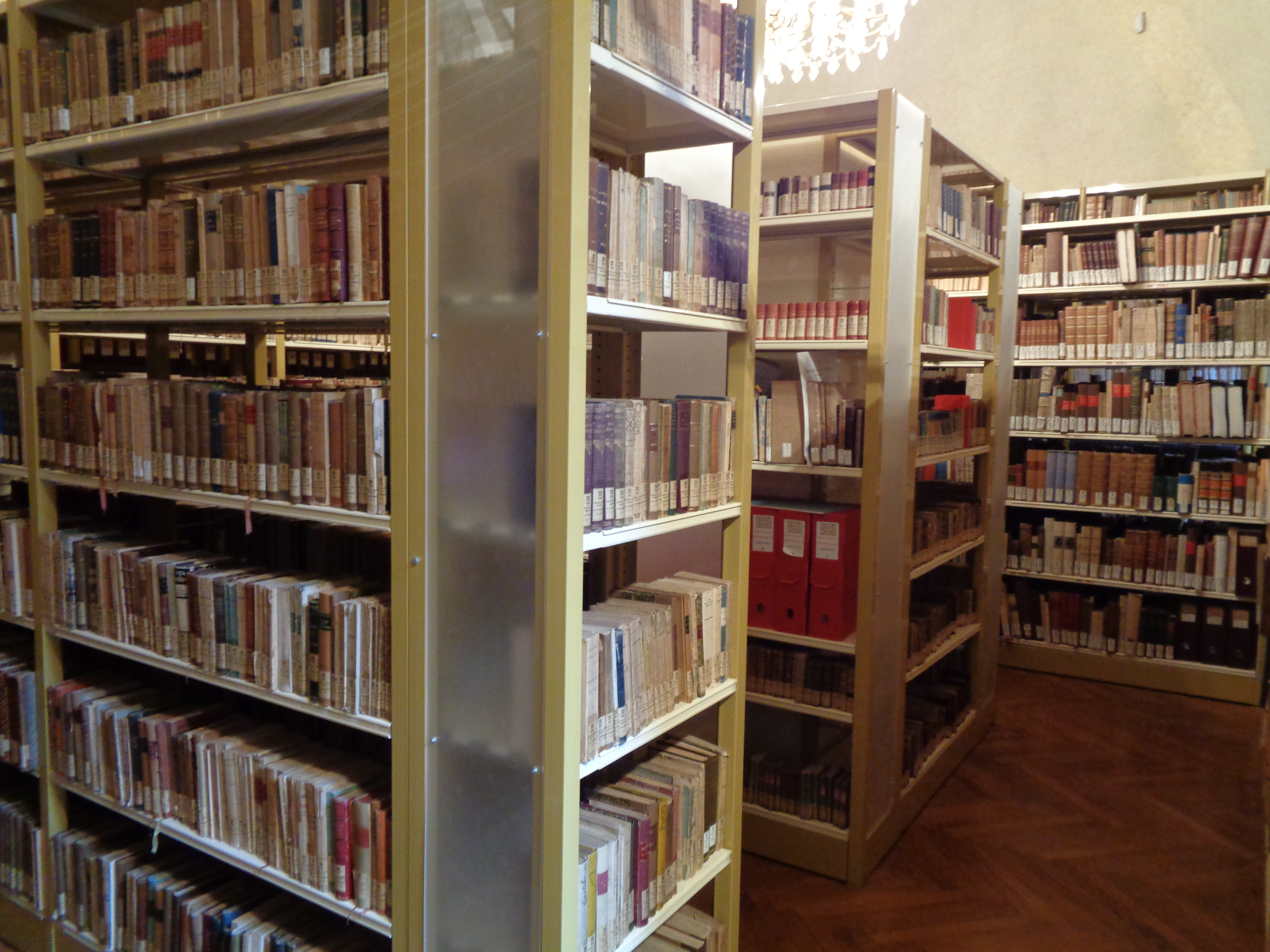
Biblioteca di Marino Parenti, Biblioteca di Storia e Cultura del Piemonte, Torino

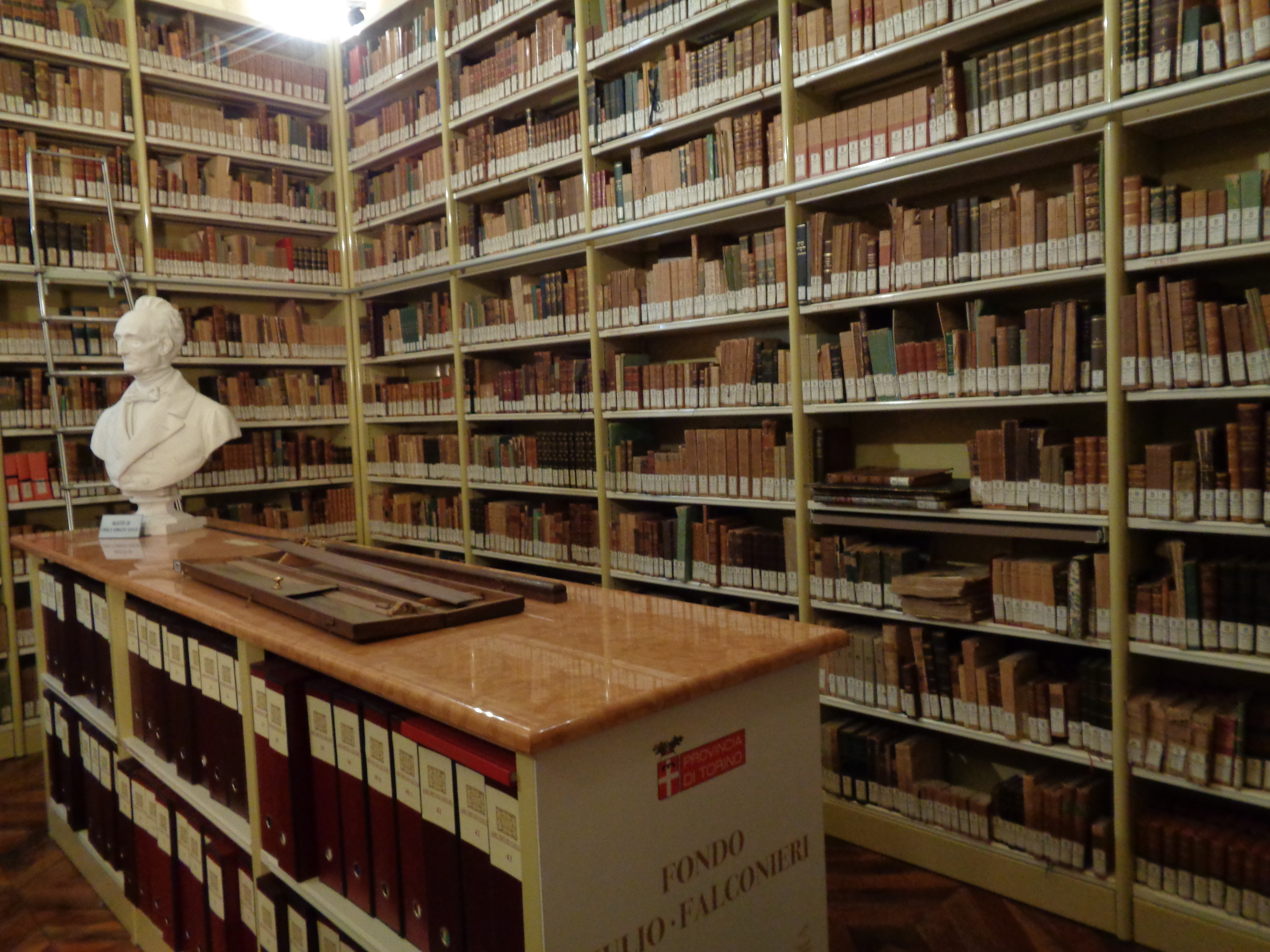
Fondo Giulio-Falconieri. Biblioteca di Storia e Cultura del Piemonte, Torino.

Le raccolte generali sul Piemonte costituiscono il nucleo preponderante della Biblioteca, ma a queste, si sono nel tempo accorpati alcuni importanti fondi (in biblioteconomia raccolta o collezione di libri manoscritti, fotografie, disegni), quali:
- il fondo Giulio, con annessa la personale biblioteca, dello statista e docente Carlo Ignazio Giulio[12], con prevalenza di testi del Sette e Ottocento
- il fondo del bibliografo e saggista Marino Parenti[13], contenente un particolare settore di libri rari, rarissimi e unici e annessa biblioteca
- il fondo degli studiosi Augusta e Guglielmo Lange[14]
- il fondo e la biblioteca dell'avvocato e partigiano Valdo Fusi[15]
- il fondo e la biblioteca di Otto Campini[16], contenente una parte della biblioteca di Elena d'Orléans (il cui nucleo principale è alla Biblioteca Nazionale di Napoli)
- il fondo Terenzio Grandi[17];
- il fondo Umberto Griffini[18];
- il fondo Erminio Morselli[19], contenente opere in lingua piemontese, liriche, dizionari, almanacchi e testi teatrali[20];
- il fondo bibliografico del senatore Giorgio Anselmi[21];
- la biblioteca dell'architetto Armando Melis de Villa[22]
- il fondo e la biblioteca di Umberto Bertagna.[23][24][25]

Fra i tesori della biblioteca 11 incunaboli, 150 volumi manoscritti, una preziosa raccolta di copioni teatrali originali, numerose testate di periodici dal Settecento ed una a raccolta di tesi di laurea, testimonianza del carattere universitario dell'istituzione e dei suoi legami con le varie Facoltà.

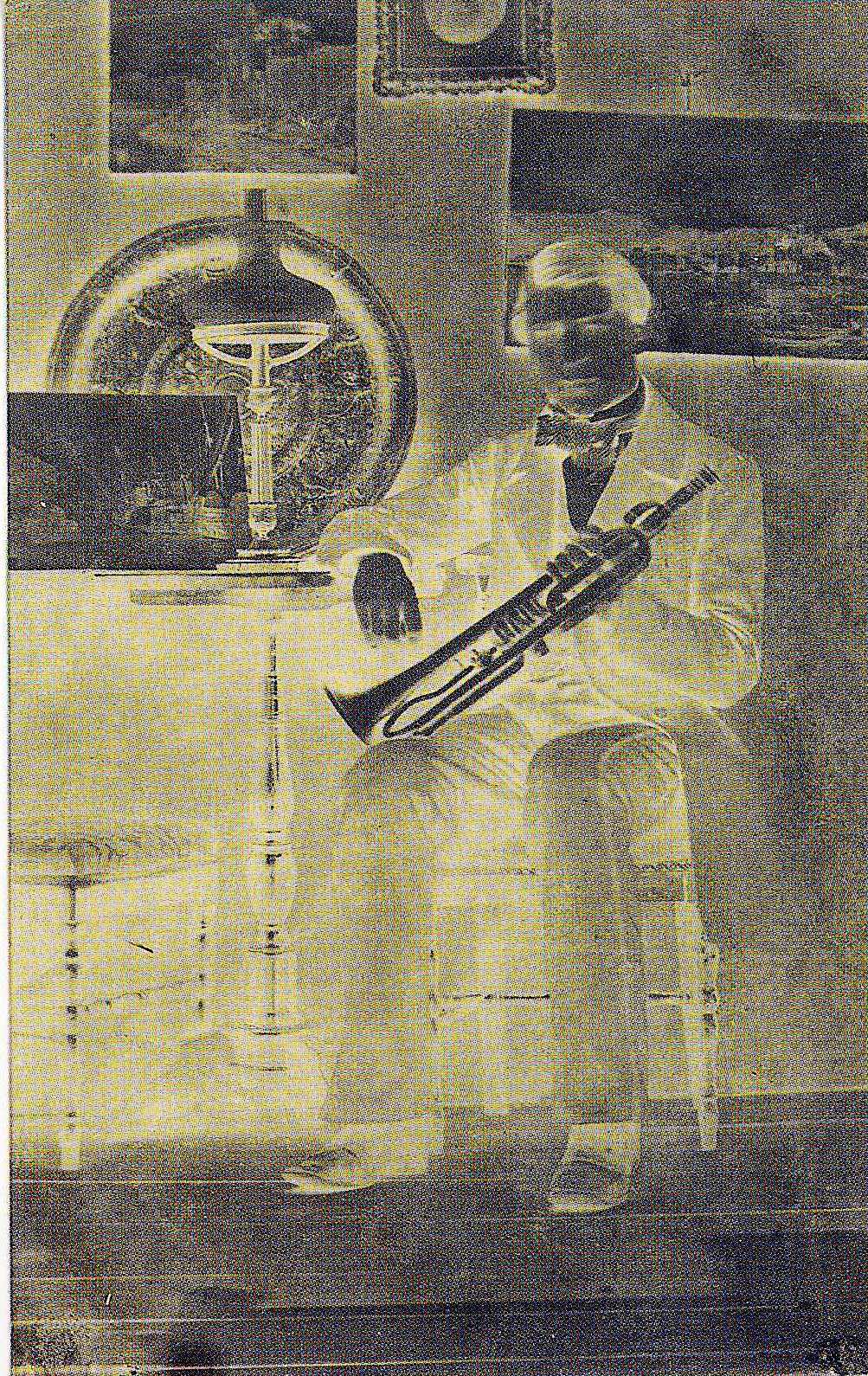
Luigi Sacchi, negativo calotipico, anni ʼ40 del sec. XIX Biblioteca di Storia e Cultura del Piemonte, Torino

Di particolare rilievo ed interesse le raccolta di carte geografiche ed arti grafiche a cui si affianca la collezione di stampe storiche ed un'importante raccolta fotografica, dove si distinguono per rarità, i calotipi di Luigi Sacchi, risalenti all'epoca delle prime sperimentazioni italiane nel campo della fotografia, nel 1840.

### Archivi
Il settore archivistico comprende 50 insiemi, relativi soprattutto a famiglie nobili, scienziati, storici, letterati, uomini politici, architetti principalmente piemontesi dell'Otto e Novecento.  Di particolare rilievo gli archivi delle famiglie Avogadro di Novara, Bosses di Bosses, Carrone di San Tommaso Cotti di Ceres, Filippa di Martiniana, Freylino di Buttigliera, Gazzelli di Rossana,  Germano di Borgo d'Ale, Nazari di Novara, Giorgio Anselmi, Giuseppe Baruffi, Umberto Bertagna, Domenico Berti, Giovanni Cena, Leonetto Cipriani, Gaudenzio Claretta, Luigi Colla, Valdo Fusi, Carlo Ignazio Giulio e famiglia, Guglielmo Lange, Augusta Lange, Antonio Manno, Emanuele Marliani, Armando Melis de Villa, Anton Maria Mucchi, Lorenzo Millet e Giovanni Battista Millet, Alberto Nota, Marino Parenti,  
Camillo Riccio, Lorenzo Valerio, Carlo Mario Zuccarelli. Altri archivi riguardano singoli periodi della storia del Piemonte.

### Approfondimenti
- Maria Rosaria Pacì, I libri di Marino Parenti: un'importante acquisizione della nostra biblioteca, in Cronache da Palazzo Cisterna, n. 2, 1966,  pp. 18-20.
- Maria Rosaria Pacì, Torino, 1967,  pp. 27-28.
- Lorenzo Valerio, Carteggio (1825-1865) raccolto da Luigi Firpo Guido Quazza Franco Venturi, a cura di Adriano Viarengo, vol. 1-5, Torino, Leo Olschi, 1991-2010.
- Walter Canavesio, Una storia quarantennale...lunga oltre 60 mila volumi, in Cronache piemontesi, n. 48, 1997,  pp. 29-31.
- Walter Canavesio (a cura di), Seicentina.Tipografi e libri nel Piemonte del '600, Torino, Provincia di Torino, 1999,  p. 313.
- Angelo d'Orsi (a cura di), Un uomo di lettere. Marino Parenti e il suo epistolario, Torino, Provincia di Torino, 2001,  p. 412.
- Bruno Signorelli (a cura di), Tre anni di ferro. Dal disarmo di San Benedetto Po alla vittoria di Torino del 1706 nella corrispondenza fra Vittorio Amedeo II e il conte Giuseppe Biglione, Torino, Provincia di Torino, 2003,  p. 131.
- Filippo Morgantini (a cura di), Camillo Riccio e la costruzione della città borghese. Formazione e professione nella Torino delle grandi esposizioni attraverso i disegni di Camillo e Arnaldo Riccio nella Biblioteca di Storia e Cultura del Piemonte, Torino, Provincia di Torino, 2004,  p. 275.
- provincia di Torino, Novus ordo. Il cammino delle Province verso l'Unità d'Italia, Torino, provincia di Torino, 2008,  p. 59.
- Saggi e rassegne sulle fonti della Biblioteca di Storia e Cultura del Piemonte 'Giuseppe Grosso, in Percorsi:saggi e rassegne sulle fonti della Biblioteca di storia e cultura del Piemonte Giuseppe Grosso, Torino, Provincia di Torino, 2004.